# Christian Wagneryd
Christian Wagneryd, född 1981, är en innebandyspelare i IBF Falun. Han har spelat i föreningen sedan 2005. Dessförinnan spelade han i Balrog, där han bland annat vann ett SM-Guld. Wagneryd är även medlem i Mensa och har en bevisad IQ på 171.[källa behövs]
Christian Wagneryd slutade spela innebandy 2011. Han är idag VD för företaget Nordpuls Utbildning AB.
Christian är numer Lord då han äger ett litet gods i Glencoe i Skottland.
Sedan säsongen 2021/2022 är Christian assisterande tränare i IBF Faluns herrlag. Säsongen 2021/2022 vann de SM-Guld.